# 髙野茂德
髙野 茂德（たかの しげのり）は、日本の実業家。初代第一フロンティア生命代表取締役社長や、第一生命情報システム代表取締役会長を務めた。

## 人物・経歴
東北大学法学部卒業後、1972年第一生命保険入社。専務執行役員を経て、2006年から第一フロンティア（のちの第一フロンティア生命）の初代代表取締役社長を務め、生命保険業免許を取得して、保険販売の開始にあたった。2015年まで第一生命情報システム代表取締役会長。